# Roberto Zamarin (disegnatore)
Roberto Zamarin (Milano, 13 luglio 1940 – Autostrada del Sole, 20 dicembre 1972) è stato un fumettista, disegnatore e autore satirico italiano.

## Biografia
Fu l'ideatore del celebre logo di Lotta Continua, un pugno chiuso formato dalle lettere che componevano il nome del movimento, e del personaggio di Gasparazzo, operaio meridionale in una delle grandi fabbriche del nord, che da giugno 1972 venne pubblicato regolarmente sul quotidiano Lotta Continua. 
Morì in un incidente stradale sull'Autostrada del Sole la notte del 19 dicembre 1972 vicino ad Arezzo mentre era impegnato a distribuire il quotidiano di cui era grafico dal 1969, il giorno prima di una riunione interna al gruppo dove doveva essere presentato il primo libro sul personaggio di Gasparazzo. Non firmando i suoi disegni, in linea col suo giornale, dove anche tutti gli articoli erano non firmati, i lettori conosceranno il suo nome solo dopo la sua scomparsa, quando due pagine del quotidiano saranno dedicate a lui e al suo lavoro. 

## Opere
- Gasparazzo, Edizioni Samonà e Savelli, Roma 1972[7]
- Gasparazzo e Lotta Continua, a cura di Giampiero Arpaia e Michele Mordente, Millelire Stampa Alternativa, Viterbo 1998